# Hermann von Lettow-Vorbeck
Hermann Heinrich Emil Theodor von Lettow-Vorbeck (* 16. September 1835 in Mallschütz; † 3. Februar 1913) war ein preußischer General der Infanterie.

## Leben

### Herkunft
Hermann entstammte dem pommerschen Uradelsgeschlecht Lettow-Vorbeck. Er war ein Sohn von Johann Lettow-Vorbeck (1787–1855) und dessen zweiten Ehefrau Adelheid, geborene von Brauneck (1810–1859).

### Militärkarriere
Aus dem Kadettenkorps kommend wurde Lettow-Vorbeck am 29. April 1854 als Sekondeleutnant dem Kaiser Alexander Grenadier-Regiment der Preußischen Armee überwiesen. Er stieg im Januar 1861 zum Premierleutnant auf und war ab Mitte August desselben Jahres als Adjutant der 2. Garde-Division kommandiert. Mit der Beförderung zum Hauptmann folgte am 7. November 1865 seine Versetzung als Kompaniechef in das 1. Ostpreußischen Grenadier-Regiment Nr. 1 „Kronprinz“. Lettow-Vorbeck führte seine Kompanie 1866 während des Krieges gegen Österreich in der Schlacht bei Trautenau, wurde dabei schwer verwundet und mit dem Roten Adlerorden IV. Klasse mit Schwertern ausgezeichnet.
Nach dem Krieg folgte Anfang Februar 1867 eine Kommandierung in das Kriegsministerium und am 30. April 1867 seine Versetzung hierher. Als Major nahm Lettow-Vorbeck beim mobilen Stab des Kriegsministers von Roon im Großen Hauptquartier des Königs 1870/71 am Krieg gegen Frankreich teil. Er kämpfte bei Gravelotte, Beaumont, Sedan sowie vor Paris und wurde mit dem Eisernen Kreuz II. Klasse ausgezeichnet.
Nach dem Friedensschluss begleitete Lettow-Vorbeck den Kaiser im Sommer 1872 nach Bad Ems und Bad Gastein. Mitte Juni 1873 trat er dann mit der Ernennung zum Bataillonskommandeur im 3. Pommerschen Infanterie-Regiment in den Truppendienst zurück und stieg im Juli 1875 zum Oberstleutnant auf. Vom 28. Oktober 1875 bis zum 5. November 1879 war Lettow-Vorbeck als Kommandeur des Füsilier-Bataillons im 1. Garde-Regiment zu Fuß tätig. Anschließend beauftragte man ihn als Oberst unter Stellung à la suite mit der Führung des 3. Ostpreußischen Grenadier-Regiments Nr. 4 und ernannte ihn am 13. Januar 1880 zum Kommandeur dieses Regiments. Daran schloss sich ab dem 7. Juli 1883 eine Verwendung als Kommandeur des 4. Garde-Regiments zu Fuß an, bis man ihn am 26. März 1885 unter Stellung à la suite mit der Führung der 62. Infanterie-Brigade in Straßburg beauftragte. Mit seiner Beförderung zum Generalmajor wurde Lettow-Vorbeck am 16. September 1885 Kommandeur dieser Brigade. Am 2. August 1888 zunächst mit der Führung der 19. Division in Hannover beauftragt, wurde er schließlich am 19. September 1888 unter Beförderung zum Generalleutnant zum Kommandeur dieses Großverbandes ernannt. In dieser Stellung verlieh ihm Großherzog Peter II. das Ehrengroßkreuz des Oldenburgischen Haus- und Verdienstordens des Herzogs Peter Friedrich Ludwig. Am 5. Januar 1892 wurde Lettow-Vorbeck zu den Offizieren von der Armee versetzt und am 23. Januar 1892 mit der gesetzlichen Pension zur Disposition gestellt. Kaiser Wilhelm II. zeichnete ihn anlässlich seiner Verabschiedung mit dem Kronenorden I. Klasse aus und verlieh Lettow-Vorbeck am 12. September 1895 den Charakter als General der Infanterie. Zudem erhielt er am 29. April 1904 die Erlaubnis zum Tragen der Uniform des Kaiser Alexander Garde-Grenadier-Regiments Nr. 1.
Nach seiner Verabschiedung lebte er auf seinem Gut Reetz.

### Familie
Lettow-Vorbeck hatte sich am 7. Januar 1867 in Berlin mit Hildegard von Selchow (1845–1923), Tochter der Karoline von Hanstein und des Staatsministers Werner von Selchow, verheiratet. Aus der Ehe gingen folgende Kinder hervor:
- Adele (1867–1949), Gutsbesitzerin, zunächst auf Altmühl[3] bei Pielburg im Kreis Neustettin, dann in Schlochow Kreis Lauenburg
- Mechela (1868–1941) ⚭ 29. März 1894 Siegfried von La Chevallerie (1860–1950), deutscher General der Artillerie
- Klaus (1870–1932), preußischer Kammerherr, Erbe zu Gut Groß Reetz ⚭ Adda Gräfin Finck von Finckenstein-Jäskendorf
- Wilfrid (1871–1918), preußischer Oberst ⚭ Hildegard von Schwerin, Tochter des Albert Graf von Zieten-Schwerin
- Alexander (1881–1914), preußischer Oberleutnant, Ehrenritter des Johanniterordens ⚭ Gustava Freiin von Rheinbaben, Tochter des Georg von Rheinbaben